# John Julius Norwich
John Julius Norwich, właśc. John Julius Cooper, 2. wicehrabia Norwich (ur. 15 września 1929, zm. 1 czerwca 2018) – brytyjski historyk specjalizujący się w historii Bizancjum i państw basenu Morza Śródziemnego, autor licznych publikacji, wicehrabia Norwich.

## Życiorys
Urodził się 15 września 1929.
Jego rodzicami byli wicehrabia Alfred Duff Cooper, polityk i dyplomata, i Diana Cooper. Uczył się w Upper Canada College w Toronto, w Eton, studiował na Uniwersytecie w Strasbourgu. Służył w Royal Navy. Ukończył studia w zakresie języka francuskiego i rosyjskiego w New College w Oksfordzie.
Autor wielu artykułów w periodykach popularnych i czasopismach specjalistycznych. Pisał o architekturze, muzyce i twórczości Szekspira. współpracownik kanału historycznego BBC. Był prezesem najstarszego londyńskiego domu aukcyjnego Colnaghi, a także honorowym prezesem stowarzyszenia Venice in Peril. Były prezes fundacji Monuments Found. Przez ćwierć wieku zasiadał w komitecie wykonawczym National Trust, instytucji brytyjskiej zajmującej się ochroną zabytków oraz ich wykorzystaniem. Był agnostykiem.
Zmarł 1 czerwca 2018

## Publikacje
- (współautor: Reresby Sitwell), Mount Athos, Hutchinson, 1966.
- The Normans in the South, 1016–1130, Longman, 1967.
- Sahara, Longman, 1968.
- The kingdom in the sun, Longman, 1970.
- A History of Venice, Allen Lane, 1981, ISBN 0-679-72197-5
- Hashish, photographs by Suomi La Valle, historical profile by John Julius Norwich, Quartet Books, 1984, ISBN 0-7043-2450-4
- The Architecture of Southern England, Macmillan, 1985, ISBN 978-0-333-22037-5
- Fifty Years of Glyndebourne, Cape, 1985, ISBN 0-224-02310-1
- A Taste for Travel, Macmillan, 1985, ISBN 0-333-38434-2
- Byzantium: The Early Centuries, Viking, 1988, ISBN 0-670-80251-4
- Venice: a Traveller’s Companion, an anthology compiled by Lord Norwich, Constable, 1990, ISBN 0-09-467550-3
- The Normans in Sicily, Penguin, 1992, ISBN 0-14-015212-1
- Byzantium; vol. 2: The Apogee, Alfred A. Knopf, 1992, ISBN 0-394-53779-3
- Byzantium; vol. 3: The Decline and Fall, Viking, 1995, ISBN 0-670-82377-5
- A Short History of Byzantium, Alfred A. Knopf, 1997, ISBN 0-679-45088-2
- The Twelve Days of Christmas, illustrated by Quentin Blake), Doubleday, 1998, ISBN 0-385-41028-X
- Shakespeare's Kings: the Great Plays and the History of England in the Middle Ages: 1337–1485, New York: Scribner, 2000, ISBN 0-684-81434-X
- The Middle Sea: a History of the Mediterranean, Doubleday, 2006, ISBN 0-385-51023-3
- Trying to Please, Wimborne Minster, Dovecote Press, 2008, ISBN 978-1-904349-58-7
- Christmas Crackers,
- More Christmas Crackers
- The Big Bang: Christmas Crackers , 2000–2009, Dovecote Press, 2010, ISBN 978-1-904349-84-6
- Paradise of Cities, Venice and its Nineteenth-century Visitors, Viking/Penguin, 2003, ISBN 0-670-89401-X
- The Great Cities in History (editor), Thames and Hudson, 2009, ISBN 978-0-500-25154-6
- The Popes: A History, Chatto & Windus, 2011, ISBN 978-0-7011-8290-8
- Darling Monster: The Letters of Lady Diana Cooper to Her Son John Julius Norwich (editor), Chatto & Windus, 2013, ISBN 978-0701187798
- Sicily: An Island at the Crossroads of History, Random House, 2015, ISBN 978-0812995176[2]

### Publikacje w języku polskim
- Oksfordzka ilustrowana encyklopedia sztuki, pod red. Johna Juliusa Norwicha, Łódź: Wydawnictwo Łódzkie 1994.
- Najwspanialsze miasta w dziejach świata, pod red. Johna Juliusa Norwicha, tł. Wojciech Gadowski i Małgorzata Konik, Olszanica: Wydawnictwo BoSz,  2009.
- Historia Wenecji, t. 1-2, przeł. Jakub Bartoszewicz, red. nauk. Zdzisław Pentek, Sopot: Fitoherb. Oddział w Polsce: Literatura Net Pl 2011 (wyd. 2 – Warszawa: Wydawnictwo W.A.B. – Grupa Wydawnicza Foksal 2015).
- Niezwykłe historie papieży, przeł. z ang. Anna Żukowska-Maziarska, Warszawa: Bellona 2012.